# Xylota vulcana
Xylota vulcana är en tvåvingeart som först beskrevs av Heikki Hippa 1978.  Xylota vulcana ingår i släktet vedblomflugor, och familjen blomflugor.
Artens utbredningsområde är Kenya. Inga underarter finns listade i Catalogue of Life.